# Harry Stephen Keeler
Henry Stephen Keeler (3 de novembro de 1890 — 22 de janeiro de 1967) foi um prolífico autor e editor norte-americano. Especializou-se em contos de mistério, suspense e ficção científica. Keeler é notável por suas narrativas longas, complexas e muitas vezes confusas.

## Biografia
Nascido em Chicago em 1890, Keeler passou toda a sua infância nesta cidade, que se tornaria cenário de muitas de suas obras. Ele costumava referir-se a Chicago como "a Londres do oeste". Outros cenários das novelas de Keeler incluem Nova Orleans e Nova York. Os últimos trabalhos de Keeler, porém, são ambientados em lugares mais genéricos como Big River ou uma cidade na qual todas as ruas e edifícios são ficcionais ou sem nome. Keeler visitou Londres apenas uma vez, mas seus ocasionais personagens britânicos são implausíveis.
A mãe de Keeler era uma mulher que ficou viúva diversas vezes e que mantinha em casa uma pensão popular entre atores de teatro. Por volta dos dezesseis anos, Keeler começou a escrever muitos contos originais que eram publicados em muitas pequenas revistas pulp da época. Ele frequentou o Armour Institute (atual Illinois Institute of Technology) e formou-se em engenharia elétrica.
Quando Keeler tinha cerca de vinte anos, sua mãe o mandou para um asilo de insanos por razões desconhecidas. O episódio gerou nele interesse nos insanos, nos asilos de insanos e nas pessoas sadias que eram mandadas para aqueles lugares e também uma antipatia vitalícia contra os psiquiatras profissionais.
Após se formar, Keeler empregou-se como eletricista numa usina de aço e trabalhava de dia e escrevia à noite. Nesta época ele conheceu sua esposa, Hazel Goodwin, com quem ele se casou em 1919.

## Carreira
A partir de 1924, quatro novelas de Keeler foram originalmente publicadas na Inglaterra pela Editora Hutchinson. A primeira dessas novelas foi The Voice of Seven Sparrows [A Voz dos Sete Pardais]. A partir de 1927, a casa Dutton passou a publicar as novelas de Keeler nos Estados Unidos. Entre 1927 e 1942, a Dutton lançaria 37 obras de Keeler. No Reino Unido, as obras de Keeler, às vezes com alterações nos tírulos, passaram para a editora Ward Lock que publicaria 48 dessas obras entre 1929 e 1953. 
Keeler começou a ganhar alguma notoriedade durante a década de 1930, como autor de contos novos e originais. O auge de sua fama foi quando seu livro Sing Sing Nights' [Noites do Sing Sing] foi usado como "sugestão" para dois filmes de baixo orçamento: um homônimo lançado em 1933 e The Mysterious Mr. Wong de 1935, estrelado por ninguém menos que o lendário Bela Lugosi. Nesse período, Keeler foi empregado como editor de Ten Story Book, uma popular revista pulp de contos que também publicava fotos de nus femininos. Keeler costumava preencher os espaços em branco da revista com seus próprios contos, com ilustrações de sua esposa ou, o que era mais comum, com anúncios de seus livros.
Desde sua primeira obra, Keeler escrevia de acordo com o que chamava de "webwork" ["trabalho em teia"]. O estilo de Keeler caracteriza-se por contos com coincidências amplamente improváveis arrematadas por finais que muitas vezes confundem o leitor. Infelizmente, as narrativas complexas e labirínticas de Keeler mais afastavam do que atraíam o público ao qual se dirigia.
Graças às suas novelas cada vez mais longas e cada vez menos populares, a relação entre Keeler e sua editora americana, a Dutton, tornou-se cada vez mais complicada. Após lançar The Book with the Orange Leaves [O livro das páginas alaranjadas], a editora despediu-o em 1942. A Ward Lock continuaria a publicar Keeler no Reino Unido até 1953.
Durante aqueles onze anos, Keeler continuou a escrever, mas suas obras só foram publicadas em mercados de língua estrangeira, principalmente Espanha e Portugal. A morte de sua esposa em 1960 abalou-o muito. A partir de então suas obras, que ele evita publicar, tornam-se cada mais confusas e difíceis de acompanhar. Dentre essas últimas obras destaca-se a infame The Scarlet Mummy [A múmia escarlate]. Casa-se novamente em 1963 com sua secretária particular, Thelma Rinaldo, mas morre quatro anos depois.

## Características Literárias
Keeler sempre costumava escrever manuscritos com o dobro do tamanho necessário para publicação. Em seguida ele fazia cortes para ajustar o tamanho, removendo subtramas e incidentes desnecessários. O material removido — que ele chamava de "pedaços" — seria deixado de lado até que Keeler os usasse enquanto escrevia outro manuscrito, que por sua vez teria seus próprios cortes dos quais restariam outros pedaços. Em seu livro Thieves' Nights [Noites dos Ladrões], o herói lê um livro no qual outros dois homens contam histórias: são histórias dentro de uma história. Em outro livro, Keeler e sua esposa aparecem como personagens numa história.
Keeler também mantinha um clipping de notícias de jornal que relatavam fatos e incidentes estranhos. Diz-se que ele colocava muitas dessas notícias em suas novelas acrescidas de "Isto aconteceu com..."
Keeler ainda é conhecido por inserir crânios em quase todas as suas histórias. Enquanto muitas tramas giravam ao redor do uso de crânios em um crime ou num ritual, outras apresentavam caveiras como meros detalhes secundários. Um desses casos, por exemplo, é de um crânio usado como peso de papel na mesa de um detetive policial.
Muitas obras de Keeler fazem referência a um livro (ficcional) chamado The Way Out [O Caminho para Fora], que aparentemente é um volume de antiga sabedoria oriental. A relevância do inexistente The Way Out no universo de Keeler só é comparável ao igualmente ficcional Necronomicon que aparece no Cthulu Mythos de H. P. Lovecraft.

## Influências Posteriores
Keeler influenciou muitos autores de ficcção científica tais como Neil Gaiman e o produtor de Futurama, Ken Keeler (sem relação de parentesco). Ken diz num comentário de DVD sobre o episódio Time Keeps on Slippin  (o 14º da terceira temporada da série) que o conto "Strange Romance" do livro Y. Cheung, Business Detective foi uma inspiração para o episódio. Nos anos 30, o escritor britânico John Russell Fearn considerava Keeler sua inspiração para suas histórias de pulp FC que também apresentavam um estilo "webwork".
A técnica webwork foi considerada precursora do chamado realismo histérico (ou maximalismo) de autores de romances pós-modernos como Thomas Pynchon.